# Dor abdominal

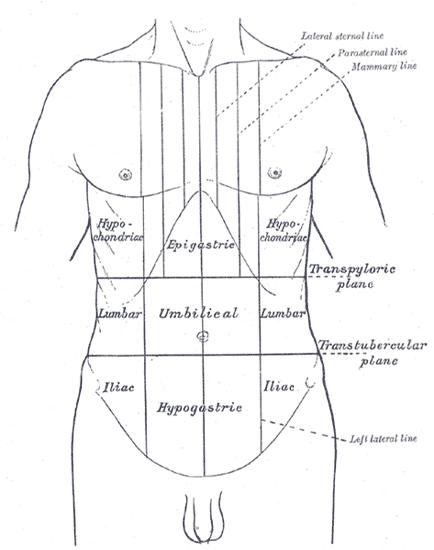
Região abdominal dividida em quadrantes

Dor abdominal pode ser um sintoma associado a distúrbios transitórios ou a doenças mais graves. O diagnóstico definitivo da causa da dor pode ser difícil, pois muitas doenças podem apresentar sintomas semelhantes, incluindo doenças funcionais (como a síndrome do intestino irritável), que podem levar a dores crônicas de localização variada e até migratória, sem qualquer anormalidade em exames complementares.